# Mordshunger – Verbrechen und andere Delikatessen
Mordshunger – Verbrechen und andere Delikatessen ist eine vier- bzw. sechsteilige Krimikomödie des ZDF. Von den guten Einschaltquoten der vierteiligen Miniserie und einem positiven Kritikerfeedback angespornt, gab das ZDF eine Ausweitung des Formats auf Spielfilmlänge in Auftrag. 2015 folgte „Wilder Westen“ und 2019 „Wie ein Ei dem anderen“. Den Reiz der einstündigen Folgen auf Spielfilmlänge auszudehnen, gelang jedoch nicht.

## Handlung
Mit untrüglichem Spürsinn und ihrer Neugierde betätigt sich Britta Janssen (Anna Schudt), eine Wirtin und Köchin im idyllischen Klein-Beken, als Hobbydetektivin, während ihr Bruder Max (Aurel Manthei), der Dorfpolizist, immer mal wieder in einen Engpass bei seinen Ermittlungen gerät. Mordfälle sind ihm lieber als Hühnerdiebstahl. Wenn sich dann doch mal in seinem Revier tatsächlich ein Kapitalverbrechen ereignet, hat Max nicht nur mit Torsten Wallat (Michael Roll), dem Hauptkommissar von der Mordkommission in Gummersbach, zu kämpfen, sondern auch mit seiner Schwester, die nichts unversucht lässt, den Fall selbst zu lösen.

## Besetzung
| Schauspieler            | Rollenname              | Anzahl Episoden Anm. |
| ----------------------- | ----------------------- | -------------------- |
| Anna Schudt             | Britta Janssen          | 4 (2)                |
| Aurel Manthei           | Max Janssen             | 4 (2)                |
| Michael Roll            | Torsten Wallat          | 4 (2)                |
| Tobias Diakow           | Oliver Lappe            | 4 (2)                |
| Dorothea Walda          | Frau Sudwischer         | 4                    |
| Sami Loris              | Arri Özer               | 4                    |
| Sonja Gerhardt          | Vanessa                 | 3                    |
| Dorothea Walda          | Frau Sudwischer         | 3                    |
| Christian Aumer         | Anton Schulze           | 2 (1)                |
| Valerie Niehaus         | Carola Schulze          | 2 (1)                |
| Marleen Lohse           | Laila Schmittgen        | 2                    |
| Sybille J. Schedwill    | Waltraud Overbeck       | 2                    |
| Arndt Schwering-Sohnrey | Gottlieb Henschel       | 2                    |
| Katharina Wackernagel   | Karo Bäcker             | 2                    |
| Julia Brendler          | Jana Zobel              | 1                    |
| Peter Franke            | Herrmann                | 1                    |
| Ulrich Gebauer          | Pater Ralf              | 1                    |
| Irm Hermann             | Marlene Ervenich        | 1                    |
| Enno Hesse              | Thomas Hemkens          | 1                    |
| Jan Peter Heyne         | Heiner Bottrop          | 1                    |
| Svenjy Kleinfeld        | Marion Küster           | 1                    |
| Jan Messutat            | Rolf Ervenich           | 1                    |
| Marcus Mittermeier      | Werner Heimkens         | 1                    |
| Petra Nadolny           | Mandy Kaiser            | 1                    |
| Stephan Kampwirth       | Sascha Schlenker        | 1                    |
| Ludger Pistor           | Christian Linz          | 1                    |
| Peter Prager            | Dr. Leo Tiemann         | 1                    |
| David Rott              | Kai Bäcker              | 1                    |
| Gabriele Schulze        | Frau Weiss              | 1                    |
| Siegfried Terpooten     | Dr. Sven Meerbusch      | 1                    |
| Kathrin Wehlisch        | Alex Aulmann            | 1                    |
| Mark Zak                | Ado Rademacher          | 1                    |
| Sebastian Bezzel        | Robert Bierbauer        | (1)                  |
| Christina Große         | Heike Bierbauer         | (1)                  |
| Isabel Bongard          | Kiki Schmitz            | (1)                  |
| Antonia Lingemann       | Lara Kanter             | (1)                  |
| Stephan Luca            | Ben                     | (1)                  |
| Eva-Maria May           | Sina                    | (1)                  |
| Tobias Diakow           | Oliver Lappe            | (1)                  |
| Florian Lange           | Herr Kanter             | (1)                  |
| Katja Heinrich          | Frau Kanter             | (1)                  |
| Marc Zwinz              | Onkel Paul              | (1)                  |
| Nicole Johannhanwahr    | Frau Schmitz            | (1)                  |
| Fredderik Collins       | KTU                     | (1)                  |
| Sandra Borgmann         | Clara                   | (1)                  |
| Charlotte Schwab        | Ute Döring              | (1)                  |
| Torben Liebrecht        | Theo Grote              | (1)                  |
| Rüdiger Kuhlbrodt       | Prof. Paul Michels      | (1)                  |
| Julia Augustin          | Sigrid Neumann          | (1)                  |
| Marita Breuer           | Maria Hartmann          | (1)                  |
| Peter Schneider         | Maria Hartmann          | (1)                  |
| Paul Faßnacht           | Norbert Witzel          | (1)                  |
| Maya Henselek           | Dr. Karola Schneider    | (1)                  |
| Aline Hochscheid        | Sharon                  | (1)                  |
| Jochen Hägele           | Werner Immenbach        | (1)                  |
| Markus Andreas Klauk    | Caterer                 | (1)                  |
| Firat Baris Ar          | Gärtner                 | (1)                  |
| Nick Dong-Sik           | Chinesischer Investor   | (1)                  |
| Nina Brandhoff          | Frau des Innenministers | (1)                  |
| Christian Skibinski     | Gast                    | (1)                  |

## Episodenliste
| Nr. | Originaltitel           | Erstausstrahlung Deutschland | Regie          | Drehbuch                            |
| --- | ----------------------- | ---------------------------- | -------------- | ----------------------------------- |
| 1 | Eine Leiche zum Dessert | 25. Aug. 2013                | Marcus Weiler  | Mika Kallwass                       |
| In Klein-Beken herrscht Feierlaune. Britta Janssen, Inhaberin des örtlichen Catering-Services und der Dorfkneipe, serviert Backschinken im Bierzelt, unterstützt von ihrem Bruder Max, dem Dorfpolizisten, und dessen Tochter Vanessa. Günther Ervenich salzt kräftig seinen Backschinken. Kaum hat er den ersten Bissen gekostet, bricht er tot zusammen. Für die Hobby-Kriminalistin Britta ist der Fall klar: Dem Salz muss Gift beigemischt worden sein. Von dem Salzstreuer jedoch fehlt jede Spur. |                         |                              |                |                                     |
| 2 | Der Heiler              | 1. Sep. 2013                 | Marcus Weiler  | Mika Kallwass                       |
| Mitten im Wald von Klein-Beken wird vor der indianischen Schwitzhütte des Heilpraktikers und Schamanen Sascha Schlenker die junge Bäuerin Ruth Heimkens erstochen aufgefunden. Für die Männer des Dorfes steht sofort fest, dass Schlenker, der mit seinen „spirituellen Heilungen“ ihre Ehefrauen behandelt beziehungsweise verhext, der Mörder sein muss. Die Leiche weist frische Hämatome auf. Gemeinsam mit ihrem jähzornigen Ehemann und ihrem Schwager lebte die Tote auf einem Hof im Ort, wo es in der Vergangenheit immer wieder zu Gewaltausbrüchen des Ehemanns gekommen sein soll.                              |                         |                              |                |                                     |
| 3 | Beste Freunde           | 8. Sep. 2013                 | Kathrin Feistl | Mika Kallwass                       |
| Karo Bäcker konnte das Großstadtleben nicht mehr ertragen und kehrt gemeinsam mit ihrem attraktiven Ehemann Kai nach Klein-Beken zurück. Der notorische Fremdgänger scheint es auch weiterhin nicht lassen zu können, Frauen nachzustellen. Selbst Britta kann seine Avancen nur mühsam abwehren. Doch dann wird Kai erschlagen aufgefunden – ausgerechnet auf Brittas Hof, in der Räucherkammer. Brittas jüngerer Bruder Max und seine Kollegen nehmen die Ermittlungen auf. Und auch Britta ermittelt auf eigene Faust. |                         |                              |                |                                     |
| 4 | Ave Cäsar               | 15. Sep. 2013                | Kathrin Feistl | Mika Kallwass                       |
| In Klein-Beken wird eine kleine römische Figur gefunden. Die Dorfbewohner sind voller Begeisterung, auf einer römischen Siedlung zu wohnen. Nur Waltraut Overbeck, auf deren Grund die Figur gefunden wurde, lässt sich von der Euphorie nicht anstecken. Sie bedroht sogar die Archäologen, die auf ihrem Grundstück graben und die lang geplante Errichtung eines Wohnparks behindern. Am nächsten Morgen ist der Archäologe Sven Meerbusch tot. Polizist Max, Brittas Bruder, und seine Kollegen gehen zunächst von einem Selbstmord aus, denn am Abend zuvor hatte der Tote erfahren, dass die Figur eine Fälschung ist. |                         |                              |                |                                     |
| (5) | Wilder Westen           | 18. Mai 2015                 | Marcus Weiler  | Jörg von Schlebrügge, Mika Kallwass |
| Eine 17-Jährige wird mit ihrem Motorroller von der Straße gedrängt und ist am nächsten Morgen spurlos verschwunden. Max tappt bei der Suche nach Indizien völlig im Dunkeln. Und selbst seine Schwester Britta hat ausnahmsweise keinen Schimmer, was passiert sein könnte. Also gilt es, das Dorf nach einem möglichen Entführer abzuklappern. |                         |                              |                |                                     |
| (6) | Wie ein Ei dem anderen  | 13. Feb. 2019                | Josh Broecker  | Christian Jeltsch                   |
| In Klein-Beken wird eine Leiche gefunden, die Britta wie ein Zwilling gleicht. Britta und Max stehen vor einem Rätsel. Britta folgt den Spuren der Toten und schlüpft in ihre Rolle. Max beginnt mit seinen Ermittlungen in der Klinik, in der Britta geboren wurde. Besonders schockiert sind Britta und Max, als sie herausfinden, dass der Mordanschlag offenbar nicht der Toten, sondern Britta gegolten haben muss. |                         |                              |                |                                     |